# Йенданг
Йенданг (также янданг, ньянданг, юндум, йендам, енданг; англ. yendang, yandang, nyandang, yundum, yendam, hendang) — адамава-убангийский народ, населяющий восточную часть Нигерии, области к югу от реки Бенуэ, к востоку от города Джалинго и к западу от города Йола (район Майо-Белва и город Йола штата Адамава, а также районы Йорро, Лау, Зинг, Карим Ламидо и Джалинго штата Тараба). Территория расселения йенданг расположена в окружении ареалов родственных ему народов мумуйе, вака, теме, кумба, бали, пассам, генгле и кугама.
По оценкам, опубликованным на сайте организации Joshua Project, численность народа йенданг составляет около 106 000 человек.
Народ йенданг говорит на языке йенданг адамава-убангийской семьи нигеро-конголезской макросемьи. Данный язык распадается на диалекты кусеки, поли и йофо. Язык йенданг известен также под названиями «кусеки», «нья корок», «нья йенданг», «ньянданг», «яданг», «янданг», «йендам», «юндум». В классификациях языков адамава, представленных в справочнике языков мира Ethnologue и в «Большой российской энциклопедии», язык йенданг вместе с языками бали, кпасам, кугама и йотти входит в состав подгруппы янданг группы мумуйе-янданг ветви леко-нимбари. Как второй язык йенданг распространён среди соседних близкородственных этнических групп, на нём говорят носители языков кугама, ньонг, теме и йотти. Численность говорящих на языке йенданг, согласно данным, опубликованным в справочнике Ethnologue, составляет около 50 000 человек (1987). Помимо родного языка представители народа йенданг также владеют английским языком, широко распространёнными на севере и на востоке Нигерии языками хауса и фула (нигерийский фульфульде), а также близкородственным языком мумуйе — самым крупным по числу носителей в подсемье адамава.
Подавляющее большинство представителей народа йенданг исповедует христианство (90 %), число приверженцев традиционных верований среди йенданг сравнительно невелико (10 %).